# Guarigione del lebbroso

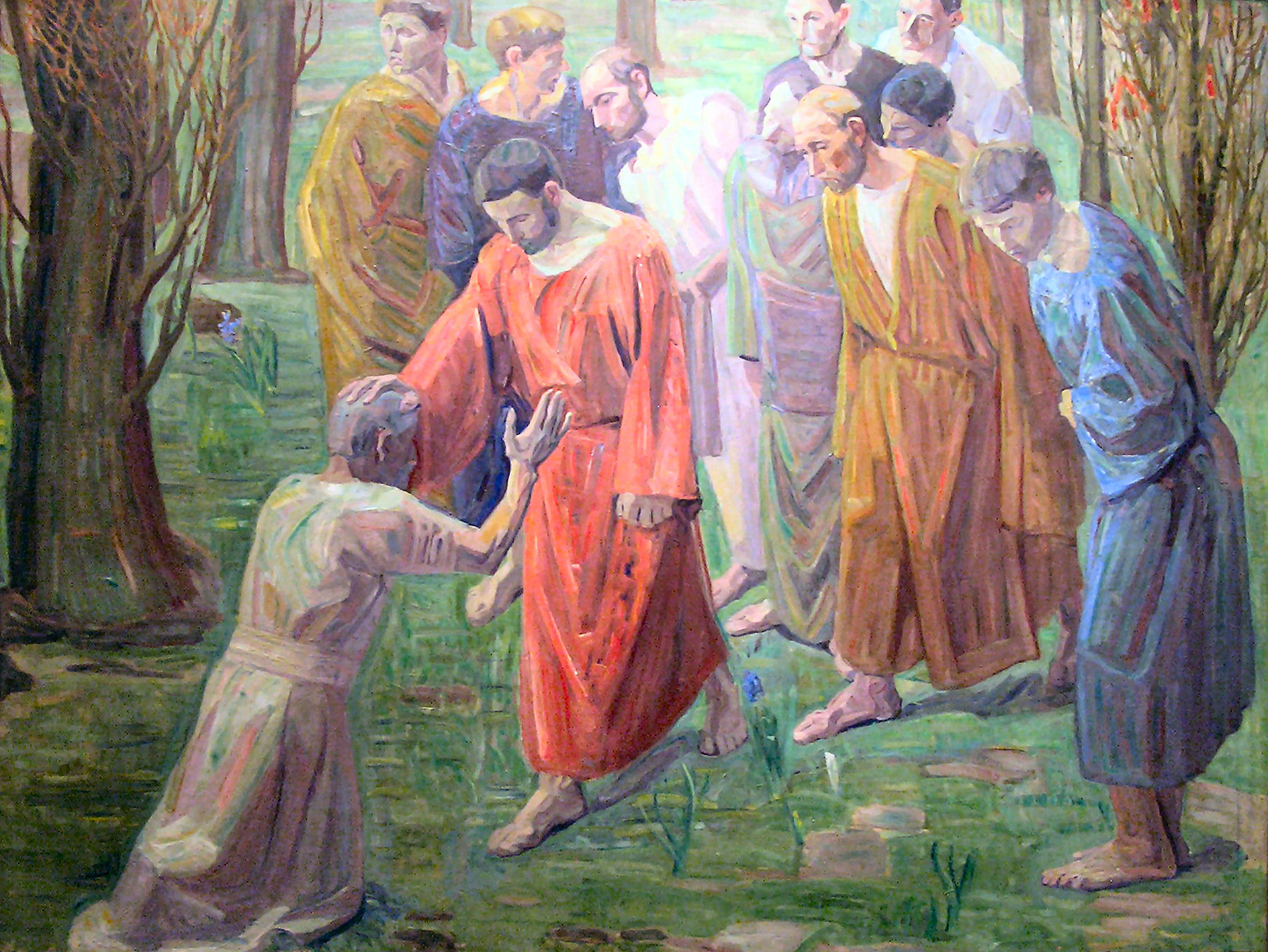
Guarigione del lebbroso (N. L. Stevns)

La guarigione del lebbroso è uno dei miracoli compiuti da Gesù in Galilea, raccontato dai Vangeli sinottici (Vangelo secondo Matteo 8, 1-4, Vangelo secondo Marco 1, 40-45, Vangelo secondo Luca 5, 12-16).

## Testi
Le traduzioni in italiano sono quelle dell'edizione CEI.
| Matteo (Mt 8,1-4) | Marco (Mc 1,40-45) | Luca (Lc 5,12-16) |
| --- | --- | --- |
| 1 Quando Gesù fu sceso dal monte, molta folla lo seguiva. 2 Ed ecco venire un lebbroso e prostrarsi a lui dicendo: «Signore, se vuoi, tu puoi sanarmi».                  | 40 Allora venne a lui un lebbroso: lo supplicava in ginocchio e gli diceva: «Se vuoi, puoi guarirmi!». | 12 Un giorno Gesù si trovava in una città e un uomo coperto di lebbra lo vide e gli si gettò ai piedi pregandolo: «Signore, se vuoi, puoi sanarmi».                           |
| 3 E Gesù stese la mano e lo toccò dicendo: «Lo voglio, sii sanato». E subito la sua lebbra scomparve.                                                                    | 41 Mosso a compassione, stese la mano, lo toccò e gli disse: «Lo voglio, guarisci!». 42 Subito la lebbra scomparve ed egli guarì.                                                                                        | 13 Gesù stese la mano e lo toccò dicendo: «Lo voglio, sii risanato!». E subito la lebbra scomparve da lui.                                                                    |
| 4 Poi Gesù gli disse: «Guardati dal dirlo a qualcuno, ma va' a mostrarti al sacerdote e presenta l'offerta prescritta da Mosè, e ciò serva come testimonianza per loro». | 43 E, ammonendolo severamente, lo rimandò e gli disse: 44 «Guarda di non dir niente a nessuno, ma va', presentati al sacerdote, e offri per la tua purificazione quello che Mosè ha ordinato, a testimonianza per loro». | 14 Gli ingiunse di non dirlo a nessuno: «Va', mostrati al sacerdote e fa' l'offerta per la tua purificazione, come ha ordinato Mosè, perché serva di testimonianza per essi». |
| | 45 Ma quegli, allontanatosi, cominciò a proclamare e a divulgare il fatto, al punto che Gesù non poteva più entrare pubblicamente in una città, ma se ne stava fuori, in luoghi deserti, e venivano a lui da ogni parte. | 15 La sua fama si diffondeva ancor più; folle numerose venivano per ascoltarlo e farsi guarire dalle loro infermità. 16 Ma Gesù si ritirava in luoghi solitari a pregare.     |

## Descrizione
La localizzazione del miracolo non è precisata da nessuno dei tre evangelisti: Matteo (8, 1) lo pone al termine del discorso della Montagna, dopo che Gesù, sceso dall'altura, fu attorniato da una moltitudine di seguaci. Per Luca, invece, l'incontro con il lebbroso avviene in una città non specificata, desumibilmente Cafarnao (5,12). Un lebbroso, vistolo arrivare, si inginocchiò davanti a Gesù e lo supplicò di guarirlo; mosso a compassione (o, secondo le versioni più antiche, adiratosi), stese le mani sopra di lui e lo toccò dicendo: «Lo voglio, sii sanato», guarendolo dalla malattia.

## Controversia come criterio messianico
La guarigione dei lebbrosi è una delle questioni su cui vi sono delle controversie tra le varie dottrine cristiane e abramitiche in generale.
Quando Giovanni Battista inviò dei messaggeri a Gesù per chiedere se egli fosse realmente il messia indicato nell'Antico Testamento, egli rispose che come terzo atto i lebbrosi sarebbero stati guariti. Tale terzo criterio non rientra tra i criteri di discernimento messianico indicati agli Ebrei da Isaia, pertanto tale episodio (insieme ad altri) è usato dall'ebraismo ortodosso per classificare Gesù come un falso messia, dovendo quello vero ancora giungere.